# Dieta Ungariei

Românii deputați în Dieta Ungariei în anul 1861, de la stânga spre dreapta pe rânduri: Vicentie Babeș, Victor Bogdan, Vasile Deleanu de Șomcuta-Mare, Dr. Aurel Maniu, Gabriel Mihaily de Apșa, Filip Pascu, George Popa de Teiuș, Iosif Pop de Șomcuta-Mare, Ioan Popovici Deleanu, Sig. Popovici, Alois Vlad de Seliște

Dieta Ungariei (în maghiară Magyar Országgyűlés, în germană Ungarischer Reichstag), care a precedat Parlamentul Ungariei din zilele noastre, a fost până în 1918 adunarea legislativă a Regatului Ungariei. Dieta consta din două camere: Camera magnaților, din care făceau parte magnați și membri ai clerului înalt, și Camera reprezentanților, în care erau aleși deputați ai comitatelor și ai orașelor libere. Sistemul bicameral a devenit stabil începând cu 1608. Principatul Transilvaniei a avut propria lui dietă până în 1865. Dieta croată, Saborul, s-a întrunit până în 1918.

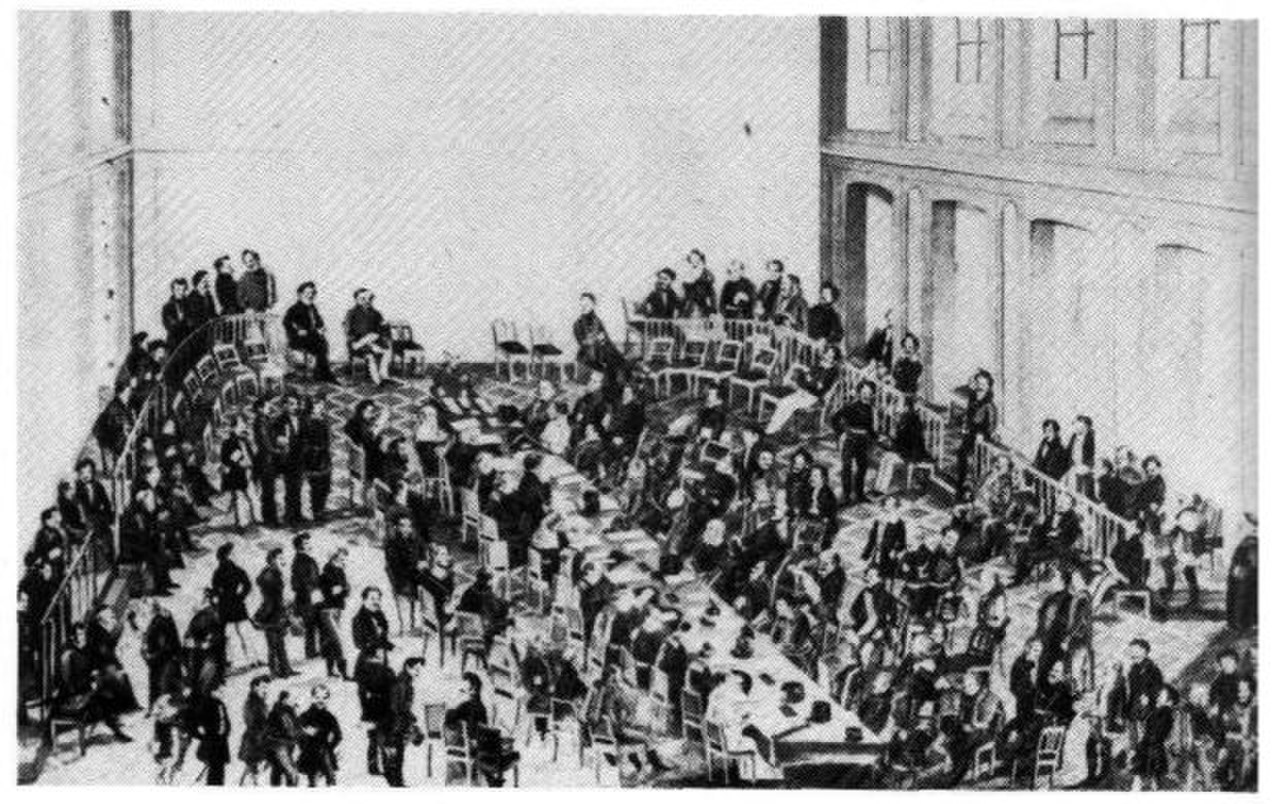
Sesiunea Dietei din 1830

## Dieta stărilor
Dieta era încă din Evul Mediu timpuriu o adunare tradițională a stărilor, care se întrunea cel mai adesea în Bratislava (Pozsony), uneori și în alte orașe precum Sopron sau Buda (Ofen).

## Revoluția Maghiară
În timpul Revoluției Maghiare din 1848/49, Dieta a fost mutată la Pesta și trebuia să fie reorganizată într-o adunare reprezentativă modernă, care trebuia să poată controla un guvern maghiar independent. În 3 octombrie 1848, regele Ferdinand I a dizolvat Dieta prin decret. În cursul revoluției împotriva Habsburgilor, Dieta s-a întrunit în 14 aprilie 1849 în Marea Biserică Reformată din Debrețin pentru a destitui Casa de Habsburg-Lorena, pentru a proclama independența Ungariei și pentru a-l alege pe Lajos Kossuth ca regent. În urma înfrângerii revoluției maghiare, dieta a fost din nou dizolvată.

## Compromisul
După înfrângerea Imperiului Austriac în războaiele italiene din 1859, prin Diploma din octombrie 1860 și prin Patenta din Februarie 1861, vechea constituție a Ungariei de dinainte de 1848 a fost în mare parte revalidată, iar Dieta a fost rechemată la consultări în vederea realizării unei noi legi electorale, care trebuia să reprezinte toate stările.
În 21 august 1861 Dieta a fost din nou dizolvată și s-a revenit la o formă de guvernământ absolutistă. În 14 decembrie 1865, Dieta Ungariei a fost din nou instaurată.
După Compromisul austro-ungar, prim-ministrul Gyula Andrássy a permis în cadrul reuniunii Dietei din 18 februarie 1867 revalidarea constituție maghiare din 1848 cu foarte mici modificări. În 27 februarie 1867, Dieta a fost reinstaurată în mod oficial.